# Периферија Пелопонез
Периферија Пелопонез (грч. " / Peripheria Peloponnesou - "Peloponnesos") је једна од 13 периферија у Грчкој. Смештена је у југозападном делу Грчке и обухвата већи део Пелопонеза. Управно седиште периферије је Триполи, а њен највећи град је Каламата.

## Положај и управна подела периферије
Положај: Периферија Пелопонез се граничи се са:
- север: периферија Западна Грчка,
- исток: периферија Атика,
- југоисток: Егејско море,
- југ и запад: Јонско море.

Подела: Периферија је подељена на 5 округа:
1. Аркадија
2. Арголида
3. Коринтија
4. Лаконија
5. Месенија

Даља подела на општине изгледа према таблици:

## Географија
Периферија Пелопонез је махом планинска област, која покрива површину 15.490 km², у југозападном делу Грчке. Она покрива око 3/4 површине полуострва Пелопонез, тј. средишњи и јужни део полуострва.
Рељеф: Већи део периферије је планински. Најпознатије планине су Тајгетус (југ), Парнонас (југоисток), Арахнео (исток), Менајо (север), Егалео (запад). Планине су високе, на југу често голетне, а на северу под шумама. Равнице су мале, међусобно изоловане и углавном смештене дуж обале. Најчешће су образоване око доњих токова река. Постоји и неколико поља у средишњем делу периферије, која су најчешће на знатној надморској висини (> 500 м).
Клима: У приобалном делу клима је изразито средоземна, даље од мора и на већим висинама она прелази у оштрији облик.
Воде: Покрајина Пелопонез источном обалом излази на Егејско море, тачније на Саламиски и Арголиски залив. На западу и југу периферија излази на Јонско море, при чему је на западну отворено море, док су на југу два залива, Месинијски и Лаконски залив. Због бројних залива, постоји и много полуострва, од којих су највећа Мани, Месинија, Малејас и Доруфи. Због сушне климе нема много водотокова, углавном мањих. Најпознатији су речице Евротас и Алфиос.

## Историја
Погледати: Пелопонез

## Становништво
У периферији Пелопонез живи близу 600.000 становника (процена 2010. године). Густина насељености је мала (око 38 ст./km²), што је више не двоструко мање од државног просека (око 80 ст./km²). Последњих година број становника опада. Приобални део је много боље насељен него унутрашњост, која је у одређеним деловима готово пуста.
Највећи број становника чине етнички Грци. Месно становништво је познато као конзервативно. У периферији има веома мало досељеника из иностранства.

## Привреда
Периферија Пелопонез је привредно најнеразвијенија област за ниво Грчке. У привреди предњаче већи градови, седишта округа, где доминира лака индустрија.
Због неповољних природних услова, земљорадња је развијена само у равницама, којих нема много. Преовлађују средоземне културе (агруми, маслина). Најповољнији услови за земљорадњу постоје у Месинији.
Туризам је последњих деценија постао веома важна привредна грана, али туристичка одредишта још увек нису довољно препознатљива на ширем нивоу.